# Tina Hedström
Eva Christina Hedström, connue sous le nom de scène Tina Hedström, née le 31 mai 1942 à Solna (Suède) et morte le 20 octobre 1984  à Stockholm, est une actrice suédoise.

## Biographie
Tina Hedström commence sa carrière cinématographique en 1964 en interprétant le rôle de Edit Fürst, la fille de Gunnar Björnstrand et de Gunn Wallgren dans le film de Vilgot Sjöman Klänningen (sv) (Das Kleid).

## Filmographie sélective
- 1964 : Klänningen : Edit Fürst
- 1966 : Ma sœur, mon amour (Syskonbädd 1782) de Vilgot Sjöman : Ebba Livin
- 1967 : Tills. med Gunilla månd. kväll o. tisd. : Inga
- 1968 : Juninatt : Marianne
- 1968 : Vindingevals : Rosa
- 1968 : Fanny Hill : Monika Arvidsson
- 1968 : Korridoren : la fille d'Olsson
- 1969 : L'Étau (Topaz) d'Alfred Hitchcock : Tamara Kuzenova
- 1971 : Maid in Sweden : Helen
- 1972 : Georgia, Georgia : Waitress
- 1975 : Den vita väggen : la mère de Mona